# Festival international du film de Saint-Sébastien 2022
Le festival international du film de Saint-Sébastien 2022, 70e édition du festival (70 edición del Festival de San Sebastian ou 70. Donostiako Zinemaldia) se déroule du 16 au 24 septembre 2022.

## Déroulement et faits marquants
Ce sont Juliette Binoche et David Cronenberg qui recevront le prix Donostia. Binoche est également sur l'affiche officielle de cette 70e édition, et est en compétition avec le film Le Lycéen de Christophe Honoré.
C'est le film Marlowe qui fera la clôture du festival. Il est réalisé par Neil Jordan (président du jury en 2019), et la distribution comprend Liam Neeson, Diane Kruger et Jessica Lange.
Juste avant le début du festival, l'actrice américaine Glenn Close a fait savoir qu'elle ne pourrait se rendre à Saint Sebastien pour présider le jury pour raison familiale. Elle est remplacée par Matías Mosteirín, initialement juré.
Le 24 septembre 2022, le palmarès est dévoilé : le film colombien Los reyes del mundo de Laura Mora remporte la Coquille d'or, le Prix spécial du jury est remis à Runner de Marian Mathias,.

## Jury

### Sélection officielle
- Matías Mosteirín (président du Jury) : producteur  Argentine
- Antoinette Boulat : réalisatrice  France
- Tea Lindeburg : réalisatrice  Danemark
- Rosa Montero : journaliste  Espagne
- Lemohang Jeremiah Mosese : réalisateur  Lesotho
- Hlynur Pálmason : réalisateur  Islande

## Sélection

### En compétition
- El suplente de Diego Lerman  Argentine
- Les Tournesols sauvages (Girasoles silvestres) de Jaime Rosales  Espagne
- Great Yarmouth-Provisional Figures de Marco Martins  Royaume-Uni
- N'oublie pas les fleurs (Hyakka) de Genki Kawamura  Japon
- Il Boemo de Petr Václav  Tchéquie
- A Woman (Kong Xiu) de Wang Chao  Chine
- La consagración de la primavera de Fernando Franco  Espagne
- La maternal de Pilar Palomero  Espagne
- Le Lycéen de Christophe Honoré  France
- Los reyes del mundo de Laura Mora  Colombie
- Pornomelancholia de Manuel Abramovich  Argentine
- Forever (Resten af livet) de Frelle Petersen  Argentine
- Runner de Marian Mathias  États-Unis
- Sparta de Ulrich Seidl  Autriche
- Suro de Mikel Gurrea  Espagne
- The Wonder de Sebastián Lelio  Royaume-Uni  Irlande
- Walk Up de Hong Sang-soo  Corée du Sud

### Hors compétition
- Modelo 77 de Alberto Rodríguez (film d'ouverture)
- Apagón de Rodrigo Sorogoyen, Raúl Arévalo, Isa Campo, Alberto Rodríguez et Isaki Lacuesta
- Marlowe de Neil Jordan (film de clôture)

### Nouveaux réalisateurs
Les films de cette sélection sont des premiers ou des seconds longs-métrages.
- Jeong-sun de Jeons Ji-hye  Corée du Sud
- Garbura de Josip Žuvan  Croatie  Serbie
- A los libros y a las mujeres canto de María Elorza  Espagne
- Carbon de Ion Bors  Moldavie  Roumanie
- Chevalier Noir de Emad Aleebrahim Dehkordi  Iran
- The Great Silence (Den Store Stilhed) de Katrine Brocks  Danemark
- Fifi de Jeanne Aslan et Paul Saintilan  France
- Foudre de Carmen Jaquier  Suisse
- Grand Marin de Dinara Drukarova  France
- La hija de todas las rabias de Laura Baumeister  Nicaragua
- Roleless (Miyamatsu to Yamashita) de Masahiko Sato, Yutaro Seki et Kentaro Hirase  Japon
- Nagisa (Resten af livet) de Takeshi Kogahara  Japon
- On Either Sides of the Pond de Parth Saurabh  Inde
- Secaderos de Rocío Mesa  Espagne
- Something You Said Last Night de Luis de Filippis  Canada

### Horizontes latinos
Les films de cette sélection sont produits entièrement ou en partie en Amérique Latine.
- Mon pays imaginaire (Mi pais imaginario) de Patricio Guzmán  Chili
- La piel pulpo de Ana Cristina Barragán  Équateur
- Chili 1976 (1976) de Manuela Martelli  Chili
- Carvão de Carolina Markowicz  Brésil
- Dos estaciones de Juan Pablo González  Mexique
- El caso Padilla de Pavel Giroud  Espagne  Cuba
- La jauría de Andrés Ramírez Pulido  Colombie
- Ruido de Natalia Beristáin  Mexique
- Sublime de Mariano Biasin  Argentine
- Tengo sueños eléctricos de Valentina Maurel  Costa Rica
- Un varón de Fabián Hernández  Colombie
- Vicenta B. de Carlos Lechuga  Cuba

### Perles (Perlak)
Les films de cette sélection sont des longs-métrages inédits en salle en Espagne.
- Peter von Kant de François Ozon  France
- Moonage Daydream de Brett Morgen  États-Unis
- Argentina, 1985 de Santiago Mitre  Espagne
- As bestas de Rodrigo Sorogoyen  Espagne
- Bardo de Alejandro González Iñárritu  Mexique
- Les Bonnes Étoiles de Hirokazu Kore-eda  Corée du Sud
- Corsage de Marie Kreutzer  Autriche
- Don't Worry Darling de Olivia Wilde  États-Unis
- À contretemps (En los márgenes) de Juan Diego Botto  Espagne
- L'Innocent de Louis Garrel  France
- Vivre (Living) de Oliver Hermanus  Royaume-Uni
- Les Lignes courbes de Dieu (Los renglones torcidos de Dios) de Oriol Paulo  Espagne
- R.M.N. de Cristian Mungiu  Roumanie
- Tori et Lokita de Jean-Pierre et Luc Dardenne  Belgique
- Sans filtre de Ruben Östlund  Suède
- Un año, una noche de Isaki Lacuesta  Espagne
- Un beau matin de Mia Hansen-Løve  France

## Palmarès

### Sélection Officielle
- Coquille d'or : Los reyes del mundo de Laura Mora
- Prix spécial du jury : Runner de Marian Mathias
- Coquille d'argent du meilleur réalisateur : Genki Kawamura pour N'oublie pas les fleurs (Hyakka)
- Coquille d'argent du meilleur premier rôle : Carla Quílez pour La maternal et Paul Kircher pour Le Lycéen
- Coquille d'argent du meilleur second rôle : Renata Lerman pour El suplente
- Prix du jury pour la meilleure photographie : Manuel Abramovich pour Pornomelancholia
- Prix du jury pour le meilleur scénario : Dong Yun Zhou et Wang Chao pour A Woman

### Nouveaux réalisateurs
- Prix du meilleur film : Fifi de Jeanne Aslan et Paul Saintillan
- Mention spéciale : Pokhar Ke Dunu Paar de Parth Saurabh

### Horizontes latinos
- Prix du meilleur film : Tengo sueños eléctricos de Valentina Maurel

### Zabaltegi - Tabakalera
- Prix du meilleur film : Godland de Hlynur Pálmason

### Prix du public
- Prix du meilleur film : Argentina, 1985 de Santiago Mitre
- Prix du meilleur film européen : As bestas de Rodrigo Sorogoyen

### Prix spéciaux
- Prix Donostia : Juliette Binoche et David Cronenberg